# RadioShack
A RadioShack elektronikai termékek árusítására szakosodott amerikai üzletlánc. A cég 2017 óta a Kensington Capital Holdings tulajdonában áll, miután az eredeti RadioShack 2015-ben becsődölt. A névhasználati jogot a Kensington vette meg, Amerikában ez a cég üzemelteti jelenleg az áruházláncot. A világ többi pontján más cégek tulajdonában áll.

## Története
1921-ben alapította két testvér, Theodore és Milton Deutschmann, "Radio Shack" írásmóddal. A "radio shack" egy kicsi, fából készült épület, amely főleg a hajók rádiófelszerelését tartalmazza. Első katalógusukat 1939-ben jelentették meg. 1954-ben vezették be saját márkás audio termékeiket, amelyek eleinte a "Realist" nevet viselték, de nem sokkal később "Realistic"re változtatták, miután a "Stereo Realist" nevű kameragyártó cég beperelte a vállalatot. A hatvanas években a RadioShack a csőd szélére került, de Charles D. Tandy, a Tandy Corporation elnöke megvette a vállalatot. Tandy 1978-ban hunyt el, 60 évesen.
1994-ben vezették be a "The Repair Shop at RadioShack" szolgáltatásukat, melynek keretein belül megjavítanak garanciával rendelkező elektronikai termékeket. 1995-ben „RadioShack”-re változtatták a nevüket (írásmódot). A RadioShack utolsó katalógusa 2003-ban jelent meg. Az 1990-es évek eleje óta nem forgalmaznak termékeket a "Realistic" név alatt.
A cég 2015-ben csődöt jelentett, amikor a The Wall Street Journal tudósította, hogy a RadioShack fizetést késleltetett.
Ugyanezen év februárjában lekerült a New York-i tőzsdéről. Végül a cég csődje után a „General Wireless” vette meg a RadioShack név használatának jogait. Az áruház 2017-ben újra csődöt jelentett.
Ugyanebben évben kisebb médiafigyelmet is kivívott magának az áruház, amikor a Facebookon trágár üzenetekkel bombázták a vásárlókat: "We closed. Fuck all of you." "Always hated you prick customers anyway." Azonban ezt az üzenetet nem a „valódi” RadioShack írta, hanem szélhámosok, akik visszaéltek a RadioShack nevével. A RadioShack vizsgálatot indított az ügyben.
2017 júniusában a General Wireless árverezésre bocsátotta a RadioShack nevet. A név végül a Kensington Capital Holdings tulajdonába került, amely 15 millió dollárért megvette a céget.
2018 októberében újból megnyíltak a RadioShack áruházak.

## A populáris kultúrában
- A RadioShack 2009-ben kerékpárcsapatot kezdett szponzorálni (Team RadioShack). A csapat 2011-ben felbomlott.
- Több film és sorozat is megemlíti az áruházat, például Az ifjú Sheldon vagy a Stranger Things.